# Pseudobrimus affinis
Pseudobrimus affinis là một loài bọ cánh cứng trong họ Cerambycidae.